# Komisja Roszczeń Indiańskich
Komisja Roszczeń Indiańskich (ang. Indian Claims Commission) – niezależna komisja, powołana w 1946 roku przez Kongres Stanów Zjednoczonych w celu rozpatrywania terytorialnych roszczeń tubylczych plemion USA i zaspokajania ich w drodze finansowych rekompensat. Do likwidacji w 1978 roku rozpatrzyła 342 skargi złożone przez rady plemienne amerykańskich Indian, wypłacając im ponad 800 mln dolarów odszkodowań za utracone ziemie.

## Historia i działalność
Do końca XIX w. władze Stanów Zjednoczonych, najpierw w drodze formalnych traktatów z indiańskimi narodami, a od 1871 roku w wyniku umów z tubylczymi plemionami, nabyły ponad 90% zajmowanych dotąd przez Indian ziem. Wiele z tych transakcji dokonano w wyniku przegranych przez Indian wojen, z użyciem przemocy, oszustwa, lub ze świadomością odmiennego pojmowania przez Indian kwestii własności ziemi i dysponowania prawami do jej przekazywania (zdaniem wielu Indian i części historyków Stany Zjednoczone złamały wszystkie 371 traktatów zawartych z indiańskimi plemionami). Jednak aż do 1881 roku indiańskie plemiona nie miały prawa przedstawiania swoich roszczeń terytorialnych wobec władz przed amerykańskimi sądami.
W 1881 roku ustawą Kongresu Czoktawowie uzyskali prawo pozwania władz USA przed Sąd do spraw Roszczeń (ang. Court of Claims) w liczącej wówczas pół wieku kwestii ziem utraconych w wyniku przymusowego przesiedlenia plemienia tzw. Szlakiem Łez na Terytorium Indiańskie. W ślady jednego z Pięciu Cywilizowanych Narodów poszły wkrótce kolejne plemiona. W ten sposób gasnący stopniowo zbrojny opór północnoamerykańskich Indian ustąpił miejsca formalno-prawnym działaniom tubylczych Amerykanów w obronie swoich praw (choć prawa obywatelskie wszyscy amerykańscy Indianie otrzymali dopiero w roku 1924).
Chociaż początkowo złożenie każdej skargi do Sądu ds. Roszczeń wymagało osobnej zgody Kongresu, do 1946 roku przedstawiciele plemion złożyli ich blisko 200. Jednak tylko 29 z nich zostało w tym czasie rozpatrzonych pozytywnie, podczas gdy zdecydowana większość została odrzucona pod rozmaitymi pretekstami formalnymi lub była rozpatrywana w ramach przedłużających się w nieskończoność skomplikowanych procedur, wymagających m.in. kosztownych wyjazdów Indian do Waszyngtonu, konsultacji z prawnikami i zabiegania o poparcie społeczne. Jednym z pierwszych Indian, którzy zajmowali się tego rodzaju działalnością był na początku XX w. lekarz i pisarz z plemienia Lakotów Charles Alexander Eastman (Ohiyesa).
Sąd ds. Roszczeń, który przez 65 lat rozpatrywał skargi dotyczące utraconych przez Indian ziem, w narzuconych mu ograniczonych ramach prawnych nie tylko nie mógł zaspokoić dążeń tubylczych społeczności, ale po uchwaleniu w 1934 roku Ustawy o reorganizacji Indian nie był także w stanie sprostać oczekiwaniom reformatorów polityki władz wobec tubylczych Amerykanów. Dlatego w 1946 roku Kongres uchwalił ustawę o powołaniu tzw. Komisji Roszczeń Indiańskich (ang. Indian Claims Commission). Zadaniem Komisji miało być rozpatrzenie roszczeń ziemskich wysuniętych przez Indian, a nierozpoznanych dotąd przez Sąd ds. Roszczeń. Ustawa poszerzyła możliwy zakres roszczeń, wyznaczając zarazem ostateczny termin ich składania.
Zgodnie z nowymi przepisami indiańskie rady plemienne mogły swobodnie kierować roszczenia wobec rządu USA bezpośrednio do niezależnej formalnie Komisji i zatrudniać w tym celu prawników (akceptowanych jednak przez Biuro do Spraw Indian). W związku ze znaczą ilością skierowanych do Komisji skarg trzyosobową początkowo Komisję w 1967 roku poszerzono do pięciu członków, a termin zakończenia jej działalności kilkakrotnie przesuwano. Z dziewięciu osób zasiadających ogółem w Komisji tylko jedna, Brantley Blue (Indianin Lumbee) był Indianinem. Istotną rolę w powołaniu Komisji, a następnie w ułatwianiu plemionom kierowania do niej skarg, odegrał utworzony w 1944 roku Krajowy Kongres Indian Amerykańskich (NCAI).
Komisja Roszczeń Indiańskich nie miała prawa zwracania Indianom ziem odebranych im z naruszeniem zawartych z plemionami traktatów i amerykańskiego prawa, mogła jedynie nakazać wypłacenie plemionom odszkodowania. Podstawą do jego wyliczenia była rynkowa wartość ziemi w momencie jej utracenia przez Indian, powiększona o ustawowe odsetki. Powodowało to częste skargi Indian na niekorzystną ich zdaniem wycenę wartości utraconych ziem, a także przypadki odmowy przyjęcia finansowej rekompensaty zgodnie z wyznawaną przez niektóre bardziej tradycyjne plemiona zasadą, iż ziemia nie jest na sprzedaż (jak w przypadku sprawy Gór Czarnych (ang. Black Hills)).
Przyznane plemionom odszkodowania deponowane były na specjalnych oprocentowanych rachunkach Departamentu Skarbu do czasu podjęcia przez Kongres decyzji o sposobie dystrybucji pieniędzy wśród uprawnionych członków plemienia. Wcześniej Biuro do Spraw Indian zatwierdzało lub odrzucało decyzje plemion o sposobie podziału pieniędzy. 10% odszkodowania otrzymywali zgodnie z ustawą adwokaci Indian.
Chociaż działalność Komisji Roszczeń Indiańskich stanowiła znaczny krok naprzód w sposobie rozpatrywania indiańskich roszczeń ziemskich, to wielu Indian i część amerykańskich polityków krytykowało też długotrwałe i zbiurokratyzowane procedury, ograniczenie uprawnień Komisji do przyznawania finansowych odszkodowań, sposób ich wyliczania i przerzucane na Indian wysokie koszty całej procedury (sięgające nawet ponad 90% wartości roszczenia). Część indiańskich przywódców obawiała się też, że zakończenie działalności Komisji może oznaczać ustanie dotychczasowej szczególnej odpowiedzialności powierniczej władz federalnych USA za wsparcie dla tubylczych plemion i ułatwi realizację obowiązującej w latach 50. tzw. polityki likwidacji indiańskich rezerwatów i suwerenności tubylczych plemion w celu ostatecznej asymilacji ich członków.
Rozstrzygnięcia Komisji mogły być zaskarżone do Sądu Najwyższego, ale dla Indian oznaczało to konieczność dalszego oczekiwania i ponoszenia kolejnych kosztów bez gwarancji na końcowy sukces.
Komisja Roszczeń Indiańskich zakończyła ostatecznie swoją działalność w 1978 roku. Chociaż działała przez ponad 30 lat, rozpatrzyła pozytywnie 342 wnioski i przyznała indiańskim plemionom łącznie ok. 818 mln dolarów odszkodowań, to nie udało się jej uporać z całym złożonym problemem ponad 600 tubylczych roszczeń dotyczących transakcji ziemskich z okresu 150 lat ekspansji Stanów Zjednoczonych i kolonizacji Ameryki Północnej. Ponad 60 nierozstrzygniętych wniosków Komisja przekazała do Sądu ds. Roszczeń, gdzie niektóre z nich (a także kolejne, złożone później) nadal są rozpatrywane.